# بيرني فلاورز
بيرني فلاورز (بالإنجليزية: Bernie Flowers)‏ هو لاعب كرة قدم أمريكية أمريكي، ولد في 14 فبراير 1930 في إيري في الولايات المتحدة، وتوفي في 14 أبريل 2011 في لافاييت في الولايات المتحدة.

## وصلات خارجية
- بيرني فلاورز على موقع مرجع كرة القدم المحترفة.كوم (الإنجليزية)